# 알렉세이 나발니
알렉세이 아나톨리예비치 나발니(러시아어: Алексе́й Анато́льевич Нава́льный, 러시아어 발음: [ɐlʲɪkˈsʲej ɐnɐˈtolʲjɪvʲɪtɕ nɐˈvalʲnɨj], 문화어: 알렉쎄이 나발느이, 1976년 6월 4일~2024년 2월 16일)는 러시아의 변호사이자 정치 활동가이다.
2000년 야블로코에 들어가 정계에 입문했지만 인종차별 논란을 거쳐 2009년 이후 러시아 연방 정부의 부패 문제 및 블라디미르 푸틴 러시아 연방 대통령에 대한 비판 등 러시아 연방 국내의 미디어로 주목을 모았다. 라이브저널에 블로그를 개설하여 정보를 공개하고 대규모 시위 참여를 호소하는 한편, 포브스 러시아 연방 잡지 등에 정기적으로 기고도 하고 있다. 2011년 6월 로이터와의 인터뷰에서 "푸틴의 정치 체제는 부패에 의해 매우 약화되고 있으며, 러시아 연방에서도 5년 이내에 아랍의 봄과 같은 반정부 데모 시위가 일어날 수 있다."고 말했다. 알렉세이 아나톨리예비치 나발니 러시아 진보당 대표는 2013년 모스크바 연방특별시 시장 선거에 출마해 27.24%를 득표하며, 러시아 연방 정치세계에 돌풍을 일으키기도 하였다.
2014년 12월 30일, 그는 프랑스 화장품 회사 이브 로셰의 러시아 연방 지사 등으로부터 3천100만 루블 (약 5억9천만 원)을 횡령한 혐의로 징역 3년 6개월에 같은 기간의 집행유예를 선고받았고, 재판이 끝난 뒤엔 러시아 연방 법원 건물 밖에 모여 있던 지지자들을 향해 "현 정권은 존재할 가치가 없으며 붕괴돼야 한다. 오늘 모두가 가두 시위에 나서 달라"고 촉구했다.
현재는 집권 여당인 통합 러시아당을 '사기꾼들과 도둑놈들의 정당' 이라고 비판하며, 러시아 연방의 주요 반정부 인사로 활동하고 있다.
2018년 러시아 대통령 선거에 출마할 의사를 보였으나, 2017년 12월 25일 러시아 연방 중앙선거관리위원회는 2014년의 횡령죄 판결에 따라 알렉세이 아나톨리예비치 나발니 진보당(현재의 미래의 러시아) 당대표의 출마자격을 박탈하였다. 이에 나발니는 지지자들에게 대선 보이콧을 촉구하며 2018년 1월 28일 대대적인 시위를 예고하였다.
2020년 8월 20일 그는 톰스크에서 모스크바로 가는 비행기 안에서 신경제인 노비촉 공격을 받아 의식을 잃고 병원으로 옮겨졌다. 같은 해 8월 22일 항공편을 통해 베를린의 병원으로 이송된 그는 한동안 혼수상태에 있었으나, 9월 7일 코마에서 깨어났다. 나발니는 이 독극물 공격의 배후로 블라디미르 푸틴 러시아 연방 대통령을 지목하였다.
알렉세이 나발니는 2021년 1월 독일에서 러시아로 귀국하였고 입국심사대에서 구금된 이후 동년 2월 보호관찰 위반 등으로 징역형을 선고받고 교도소에 수감되었다. 수감 중에 법정 모독, 극단주의 등의 혐의로 다시 기소되어 수십 년의 징역형을 추가로 선고받았다. 2024년 2월 시베리아 북부 야말로네네츠 자치구에 있는 연방 교도소에서 의문사했다.

## 젊은 시절과 경력
나발니는 모스크바주 오딘촙스키구에 위치한 부틴에서 태어났으며 러시아와 우크라이나계의 후손이다.
그의 아버지 아나톨리 이바노비치 나발니(러시아어: Анатолий Иванович Навальный, 1947년 1월 28일~)는 현재 우크라이나 키이우주에 있는 이반키우스키구의 잘리샤라는 마을에서 태어났다. 어머니는 류드밀라 이바노브나 나발나야(러시아어: Людмила Ивановна Навальная, 1954년 4월 4일~)이며 동생으로 같이 정치 활동을 한 올레크(러시아어: Олег)가 있다.
나발니는 모스크바로부터 남서쪽으로 약 100KM 떨어진 오브닌스크에서 자랐으나, 어릴 때 여름에는 우크라이나에 있는 그의 할머니와 지냈다. 고등학교를 졸업한 후 1993년 러시아 민족 우호 대학교에 입학하여 1998년 법학학사학위를 취득했다. 그리고 그는 러시아 연방 지원 금융 대학교에서 증권과 환전을 공부했다.

## 반부패 조사활동
2008년, 로스네프트, 가스프롬, 가스프롬 네프트, 루크오일, 그리고 수르구트네프트 가스, 이렇게 5개의 가스 회사 주식을 30만 루블 어치를 사들였고, 이를 통해 해당 주식회사들에 영향력을 행사하는 주주행동주의자가 되었다. 그는 회사들이 소유한 금융 재산의 투명성을 노렸다. 이것은 법적으로 이미 요구되는 사항이었지만, 해당 회사들의 상위 직원들은 횡령과 회사 투명성을 차단하는 행위에 연류되었다는 혐의가 있었다. 다른 활동가들은 이러한 경우 경찰에 의하여 불법행의들을 해결하려 했는데, 세르게이 마그니트스키의 경우 주 정부의 부적절한 예산 지출과 부실한 주 정부 서비스 등을 지적했다.
2010년 11월, 알렉세이 아나톨리예비치 나발니 러시아 인민해방운동 당대표는 트랜스네프트 가스 회사의 비밀 회계 감사 자료를 공개했다. 알렉세이 아나톨리예비치 나발니 인민동맹 당대표의 블로그에 따르면 트랜스네프트 가스 회사의 주요 경영자들은 동부 시베리아에서 진행되던 태평양 석유 파이프라인 공사 도중, 무려 40억 달러를 빼돌렸다.
2010년 12월, 알렉세이 아나톨리예비치 나발니 러시아 인민해방운동 당대표는 러시아 연방 정부의 행정 조달 과정에서 벌어지는 부패행위를 낮추기 위한 로스필 프로젝트를 선언했다. 프로젝트는 행정상 필요한 물자 조달 등을 모든 러시아 연방 정부가 온라인에 게시 및 공고하여 입찰을 하도록 하는 것이다. 낙찰 정보 또한 온라인에 반드시 게시되도록 했다.
2011년, 알렉세이 아나톨리예비치 나발니 러시아 인민해방운동 당대표는 로스야마 프로젝트를 개시했다. 프로젝트는 일반 개인이 도로에 있는 구멍들을 러시아 연방 정부에 보고하고, 러시아 연방 정부가 불만사항들에 응답하게 한 것이다.

## 정치 활동

### '인민' 운동 조직
2007년 야블로코에서 제명된 알렉세이 아나톨리예비치 나발니는 러시아 인민해방운동(Национального Русского Освободительного Движения, НАРОД)을 조직한다. 이 조직은 민주주의와 러시아인들의 권리를 위한 싸움으로 정의되는 '민주적 국민주의'를 이념으로 삼았다. 이후 2008년 6월에는 극우 성향의 단체 불법 이민을 반대하는 운동(ДПНИ)과 대러시아당과 함께 러시아 인민운동을 조직했다. 그러나 2011년 알렉세이 아나톨리예비치 나발니가 인민해방운동이 실패했다고 인정하여 해산을 선언하였다.

## 형사재판
나발니는 2011년부터 2018년까지 10번 행정구류(Административный арест)되어 192일 간 구금되었다.
2018년 11월 15일 유럽인권법원은 2012년과 2014년 나발니의 구류를 정치적인 이유에서 비롯된 것으로 인정하였다.

## 논란

### 인종차별 논란
나발니는 피부색이 다른 카프카스계 군인을 바퀴벌레에 비유하며 “사람은 총으로 죽여야 하지만 바퀴벌레는 슬리퍼로 밟아 죽여야 한다.”고 말해 인종차별 논란을 빚은 바 있다.
또한 그는 2006년 반 외국인 성향을 띈 '러시아인의 행진'(러시아어: Русский марш)을 승인해 줄 것을 모스크바 연방특별시 시청에 청원하고 참관인 자격으로 이 시위에 참여했는데 이로 인해 이듬해 사회자유주의 정당인 야블로코로부터 '인종차별적, 민족주의적 활동 등으로 해당행위를 저질렀다'며 제명당했다.
2012년 러시아 투데이는 <Great White Hype: Protest star Navalny's dark side missed by mainstream>이라는 방송을 통해 알렉세이 아나톨리예비치 나발니가 과거 외국인들을 '러시아 민족의 뿌리를 뒤흔드는' 충치에 비유하며 추방을 요구하는 영상을 공개하는 등 그의 과거 인종차별적 행보를 폭로하기도 했다.
2013년 모스크바 시장 선거를 앞두고는 2년 전 중앙아시아 이민자에 대한 지원 중단을 요구하는 ‘코카서스 급식 중단' 캠페인에 관여한 과거와 야블로코당에서 제명당한 이후에도 '러시아인의 행진' 시위에 지속적으로 참가해 왔던 경력이 논란을 빚었다.

### 러시아‒조지아 전쟁 찬성
2008년에 일어난 러시아‒조지아 전쟁 당시 알렉세이 아나톨리예비치 나발니 러시아 인민해방운동 당대표는 블라디미르 블라디미로비치 푸틴 러시아 연방 정부주석과 드미트리 아나톨리예비치 메드베데프 러시아 연방 대통령을 지지하며 전쟁에 적극적으로 찬성했는데, 그는 자신의 블로그에 '그루지야(현 조지아)에 대한 적극적 봉쇄조치가 필요하며 크루즈 미사일을 동원해 (그루지야) 참모본부를 공격해야 하고, 남오세티야 공화국 상공을 지나는 모든 항공기들을 격추시켜야 한다'고 말했다. 또한 그는 러시아 내에 있는 조지아인들을 '설치류 떼들'(러시아어: грызуны)이라 비하하며 그들을 전부 추방해야 한다고 주장하였고 전쟁 이후에는 남오세티야 공화국과 압하스 공화국을 독립국가로 인정해야 한다고 말했다.
5년 후 모스크바 연방특별시 시장 선거 과정에서 그의 과거가 논란이 되자 나발니는 블로그를 통해 '조지아인들을 설치류 떼라 비하한 것을 사과한다'고 말했으나 전쟁에 찬성했던 과거 행적에 대해서는 별다른 해명을 내놓지 않았다.

## 사망
2024년 2월 16일 시베리아 야말로네네츠 자치구의 하르프에 위치한 하르프 IK-3 교도소에서 옥사했다.

## 역대 선거 결과
| 선거명      | 직책명        | 대수 | 정당       | 득표율 | 득표수    | 결과 | 당락 |
| ----------- | ------------- | ---- | ---------- | ------ | --------- | ---- | ---- |
| 2013년 선거 | 모스크바 시장 | 3대  | 인민자유당 | 27.24% | 632,697표 | 2위  | 낙선 |

## 같이 보기
- 2021년 러시아 시위
- 암살 미수 생존자 목록